# Stentangioplastie
Der Begriff Stentangioplastie steht für eine Angioplastie, bei der ein Stent in das behandelte Blutgefäß implantiert wird. Die Methode wird eingesetzt, wenn eine alleinige Angioplastie nicht zu einer ausreichenden Offenheit des Gefäßes führt oder bekannt ist, dass ohne zusätzliche Stentimplantation die Rate an Restenosen deutlich erhöht ist. Der Stent wirkt einem Wiederverschluss aufgrund der elastischen Rückstellkräfte (‚recoil‘) des Gefäßes entgegen. Auch Wandverletzungen (Dissektionen) lassen sich mit diesem Verfahren behandeln. Der Stent kann dabei entweder direkt während oder im Anschluss an eine Angioplastie gesetzt werden. Wird der Stent unmittelbar als Notfallbehandlung bei einem dissektionsbedingten Verschluss oder einer Gefäßruptur eingesetzt, spricht man von einem bail-out stenting.

## Karotisstentangioplastie

Carotisstentangioplastie

Erste experimentelle Tierversuche zur Behandlung von Stenosen mittels Gefäßprothesen wurden 1983 publiziert. Bereits 1979 erfolgte die erste Angioplastie der Arteria carotis beim Menschen. Behandelt wurde eine Verengung aufgrund einer fibromuskulären Dysplasie. 1987 wurde erstmals eine Stentangioplastie, und zwar an einer Beckenarterie durchgeführt.
1987 wurden erste zerebrale Protektionssysteme entwickelt. Hierbei handelt es sich um Filter, die oberhalb der Verengung während der Behandlung freigesetzt werden, um zerebrale Embolien zu verhindern, der Blutfluss zum Gehirn bleibt erhalten. Eine weitere Methode ist eine Ballonokklusion, die entweder oberhalb oder unterhalb der Stenose durchgeführt wird. Hierbei wird der Blutfluss zum Gehirn unterbrochen.
Die technische Erfolgsrate, die eine erfolgreiche Passage und Freisetzung des Stentmaterials beinhaltet, liegt bei 94–99 %. Die peri- und postprozedurale Rate für gleichseitige Schlaganfälle und Tod innerhalb der ersten 30 Tage nach Intervention liegt bei 1,6–7,4 % und ist somit vergleichbar zur operativen Behandlung. Ob jedoch der hohe technische und finanzielle Aufwand eine wirkliche Verbesserung der Patientenversorgung gegenüber der konventionellen Karotischirurgie bedeutet, müssen zukünftige Studien zeigen. 
Intervention und Reduktion der Behandlungsrisiken
Der Zugang zur arteriellen Zirkulation kann entweder durch eine transfemorale/transradiale Punktion oder durch eine direkte Punktion der Halsschlagader gewonnen werden. Nachher wird der Stent in die enge Stelle eingebracht und falls nötig, mit einem Ballon ausgebreitet, um den Fluss in der Arterie wieder herzustellen. Zu den kritischsten Momenten der Behandlung gehören: Gewinnen des arteriellen Zugangs, Passage des Stenose mit einem Draht, Einbringen des Stents über die Läsion. Um die Behandlungsrisiken in Form von Embolisation zu reduzieren, können mehrere weitere Schritte während der Intervention erfolgen (z. B. Einbringen eines Filters in die Arterie). Eine Embolisation des Thrombus kann auch nach der Behandlung auftreten. Deswegen wird aktuell eine neue Generation von zweischichtigen Stents entwickelt, um dies zu verhindern.

## Subclaviastentangioplastie
Bei zentralen Stenosen der Arteria subclavia ist die Ballonangioplastie Mittel der Wahl. Die Erfolgsraten liegen bei ihr, trotz erheblich geringerem Aufwand, genauso hoch wie bei einer Stentangioplastie. Letztere ist nur bei Verschluss, bei längeren, schlecht abgrenzbaren Stenosen, bei hämodynamisch bedeutsamen Restenosen oder bei einer Dissektion angezeigt.
Bei Stenosen der A. subclavia im Bereich der Überkreuzung Schlüsselbein – erste Rippe ist eine Stentversorgung kontraindiziert und eine reine Angioplastie ohne längerfristigen Erfolg. Bei Stenosen im Bereich der Überkreuzung Schlüsselbein – erste Rippe spricht man von einem Thoracic-outlet-Syndrom (TOS), in diesem Fall von einem arteriellen Thoracic-outlet-Syndrom (aTOS), und die Therapie der Wahl ist bei entsprechendem Schweregrad wie Stenose der A. subclavia die chirurgische Entfernung der 1. Rippe. Nach Entfernung der 1. Rippe kann bei verbleibender Stenose eine offene oder interventionelle Versorgung der Stenose erfolgen, wobei der Zugang für eine offene Versorgung bereits durch die Entfernung der 1. Rippe gegeben ist und damit das Gefäß bereits frei liegt. Insofern kann im Rahmen der Entfernung der 1. Rippe auch zum Beispiel die Anlage eines kurzen Interponats erfolgen.